# Vremya-Reka
Vremya-Reka är ett album från 2006 av den ryske popartisten Dima Bilan.

## Låtlista
1. Ya tebya pomnyu
2. Eto byla lyubov'
3. Vremya-reka
4. Ne ostavlyaj menya (Moj angel)
5. Spasibo tebe
6. Gde-to
7. Stan' dlya menya
8. Nevozmozhnoe vozmozhno (ryskspråkig version av "Lady Flame")
9. Ya umirayu ot lyubvi
10. Veter s morya
11. Ne skuchaj, bednyj angel
12. kak ustroen etot mir (ryskspråkig version av "Never Let You Go")
13. Never Let You Go